# 双棘三刺鲀
双棘三刺鲀（学名：Triacanthus biaculeatus）为三刺鲀科三刺鲀属的鱼类，俗名三棘鲀。分布于中國南海、台灣東北部及西南部等海域。该物种的模式产地在东南亚。分布印度西太平洋區，從波斯灣至澳洲東部，向北延伸至中國及日本海域及半鹹水域，棲息深度可達60公尺，棲息在沿海沙泥底質海域及河口區，以底棲性無脊椎動物為食，生活習性不明，可做為食用魚。